# Bachureň

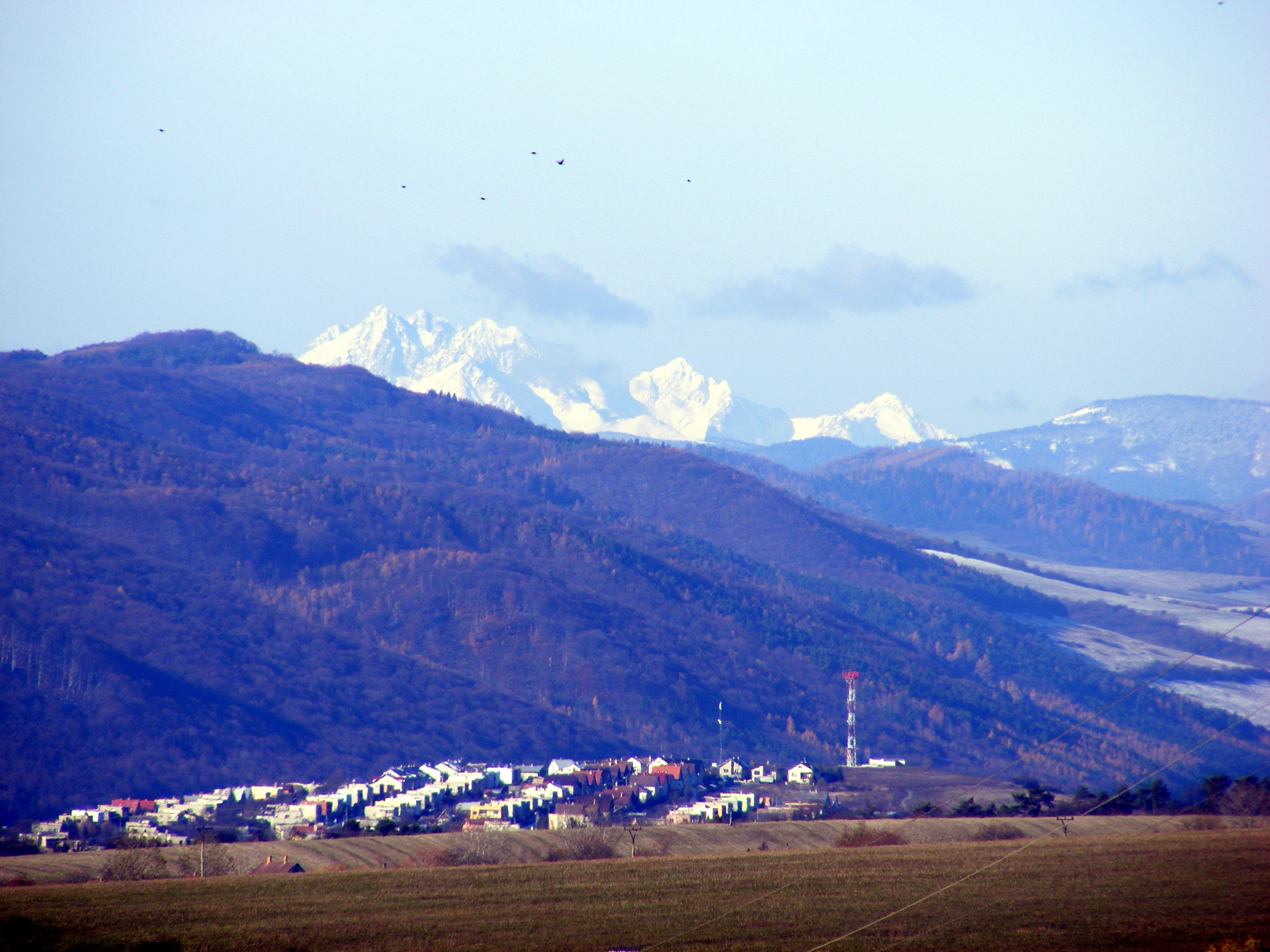
Bachureň (v popředí město Sabinov, v pozadí Vysoké Tatry).

Bachureň je pohoří na východním Slovensku. Nejvyšší horou je Bachureň (1081 m), podle které se celé pohoří jmenuje. Další hory uvádí Seznam vrcholů v Bachurni.

## Biota
V pohoří bylo nalezeno 108 druhů měkkýšů (6 druhů sladkovodních plžů, 99 druhů suchozemských plžů a 3 druhy mlžů).